# Drosophila altiplanica
Drosophila altiplanica är en tvåvingeart som beskrevs av Brncic och Santibanez 1957.

## Taxonomi och släktskap
Drosophila altiplanica ingår i artgruppen Drosophila mesophragmatica och artundergruppen Drosophila mesophragmatica.

## Utbredning
Artens utbredningsområde är Bolivia.